# Чёрный чиж
Чёрный чиж (лат. Spinus atratus) — певчая птица из семейства вьюрковых.

## Внешний вид
Длина тела чёрного чижа составляет 13 см. Окраска оперения чёрная, подхвостье, кромки внешних перьев хвоста и брюхо жёлтые. Клюв чёрно-жёлтый. Существует незначительный половой диморфизм, так как самка окрашена менее интенсивно.

## Распространение
Чёрный чиж распространён на плато на высоте от 3 000 до 4 500 м над уровнем моря. Он предпочитает ландшафты с карликовой древесной растительностью. Ареал простирается с юга Перу через запад Боливии до севера Чили и северо-запада Аргентины.

## Размножение
Гнездо сооружается между галькой. В кладке от трёх до пяти сине-белых яиц. Кладку высиживает только самка. Самец кормит её в течение периода гнездования, продолжительность которого составляет от 13 до 14 дней. Молодые птицы встают на крыло примерно в возрасте 17 дней, а через следующие 2 недели они становятся полностью самостоятельными.